# Ronald Colman
Ronald Colman, född 9 februari 1891 i Richmond, Surrey, död 19 maj 1958 i Santa Barbara, Kalifornien, var en brittisk skådespelare. Colmans popularitet var som störst under 1920-, 1930- och 1940-talen. Han erhöll en Oscar för bästa manliga huvudroll för sin insats i Dubbelliv (1947) och mottog flera nomineringar, däribland för Slumpens skördar (1942), Bulldog Drummond (1929) och Mannen som stal kärlek... (1929). Han spelade huvudrollen i flera klassiska filmer, däribland I skuggan av giljotinen (1935), Bortom horisonten (1937) och Fången på Zenda (1937). Han spelade även huvudrollen i Technicolor-äventyrsfilmen Kalifen i Bagdad (1944) mot Marlene Dietrich, vilken nominerades till fyra Oscars.
Sexton år gammal började Colman arbeta som kontorist vid British Steamship Company. Han var anställd där i fem år och på lediga stunder spelade han en del amatörteater. Tjänstgjorde under första världskriget men sårades och skickades tillbaka hem till England 1916, då han återvände till scenen. Han medverkade i några kortfilmer innan han 1920 emigrerade till USA. Där hade han först inga framgångar alls, men 1923 uppmärksammades han av Lillian Gish och hon valde honom till sin motspelare i filmen Vita systern.
Ronald Colman blev sedan en av Hollywoods populäraste stjärnor, oftast som aristokratisk, romantisk gentleman. Även sedan ljudfilmen gjort sitt intåg fortsatte hans framgångar - Colman var begåvad med en ovanligt mjuk, modulerad stämma.
Colman belönades med en Oscar 1947 för sin roll i filmen Dubbelliv.

## Filmografi i urval
- 1923 – Vita systern
- 1925 – Hans största frestelse
- 1928 – Spaniens ros
- 1929 – Bulldog Drummond
- 1929 – Mannen som stal kärlek...
- 1930 – Lord Galenpanna
- 1931 – Arrowsmith
- 1932 – Cynara
- 1933 – Dubbelgångaren
- 1934 – Bulldog Drummond tar revansch
- 1935 – Indiens hjälte
- 1935 – Mannen som sprängde banken i Monte Carlo
- 1935 – I skuggan av giljotinen
- 1936 – Under skilda fanor
- 1937 – Bortom horisonten
- 1937 – Fången på Zenda
- 1938 – Om jag vore kung
- 1939 – Ljuset som försvann
- 1940 – Bara kamrater...?
- 1941 – Min frus frestelser
- 1942 – Han kom om natten
- 1942 – Slumpens skördar
- 1944 – Kalifen i Bagdad
- 1947 – Den charmerande mr Apley
- 1947 – Dubbelliv
- 1950 – Kvitt eller dubbelt
- 1956 – Jorden runt på 80 dagar
- 1957 – The Story of Mankind